# Os de Civís
Os de Civís é uma aldeia localizada no centro da cadeia montanhosa dos Pirenéus, na província de Lérida, comunidade autónoma da Catalunha, Espanha. A aldeia fica a oeste de Andorra, perto das vilas de Aixàs e Bixessarri. É a aldeia mais populosa do município de Les Valls de Valira.
A aldeia fica muito perto da fronteira entre a Espanha e Andorra, sendo considerada quase como um exclave, ou seja, só pode chegar lá de carro ou a pé entrando apenas por Andorra, embora esteja ligada territorialmente ao resto da Espanha. Na aldeia há um considerável número de construções medievais.